# Amy Rule
Amy M. Rule (Lumsden, 15 luglio 2000) è una rugbista a 15 neozelandese, pilone della provincia di Canterbury e della franchise di Matatū e campionessa mondiale nel 2022.

## Biografia
Nativa di Lumsden, cittadina al centro della regione di Southland a 80 km da Invercargill, Amy Rule crebbe a Riverton, cittadina rivierasca dove i genitori gestiscono un chiosco alimentare e in cui lei si distingueva nel canottaggio.
Il rugby fu una scoperta dell'ultimo anno delle superiori, benché la scuola che frequentava non avesse una squadra: a 17 anni una sua amica la portò con sé all'allenamento presso il proprio club e lei si offrì di provare a giocare.
Il suo primo match fu in una squadra a inviti del Southland che si esibì a Dunedin, capoluogo dell'Otago: all'epoca ignara delle regole del gioco, placcò in maniera illegale la tre quarti ala avversaria e fu espulsa.
Tuttavia tale primo incontro infruttuoso non la scoraggiò e nel primo anno di sport cambiò dieci club per riempire carenze d'organico ed essere sicura di trovare una squadra che la facesse giocare.
Le sue prestazioni la misero in luce, mentre ancora frequentava la scuola superiore, per la provincia di Otago che la fece esordire in Farah Palmer Cup.
Nel 2019 Amy Rule si trasferì a Christchurch dopo aver vinto una borsa di studio all'università di Lincoln e passò quindi alla squadra provinciale di Canterbury con la quale al primo anno vinse la Farah Palmer Cup.
Ancora nel 2019 ebbe le sue prime esperienze internazionali con la squadra sperimentale neozelandese impegnata nel campionato oceaniano femminile.
A novembre 2021 fu selezionata per la prima volta nella squadra della Nuova Zelanda che a Northampton affrontò l'Inghilterra; a seguire, fu messa sotto contratto professionistico per la neoistituita formazione del Matatū, franchise dell'Isola del Sud nel neonato Super Rugby Aupiki.
Convocata alla Coppa del Mondo 2021, tenutasi un anno più tardi per via della pandemia di COVID-19, Rule marcò due mete in tale torneo, una nei quarti di finale in occasione del 55-3 con cui le Black Ferns batterono il Galles e un'altra, più pesante ai fini del risultato, in finale contro l'Inghilterra, che consegnò alle neozelandesi la vittoria e il titolo di campionesse del mondo.

## Palmarès
- Coppe del mondo: 2
Nuova Zelanda: 2010, 2017
- Super Rugby Aupiki: 1
Matatū: 2023
- Farah Palmer Cup: 3
Canterbury: 2019, 2020, 2022